# La Trinité (Manche)
La Trinité és un municipi francès situat al departament de la Manche i a la regió de Normandia. L'any 2007 tenia 379 habitants.

## Demografia

### Població
El 2007 la població de fet de La Trinité era de 379 persones. Hi havia 146 famílies de les quals 28 eren unipersonals (16 homes vivint sols i 12 dones vivint soles), 51 parelles sense fills, 63 parelles amb fills i 4 famílies monoparentals amb fills.
La població ha evolucionat segons el següent gràfic:
Habitants censats

### Habitatges
El 2007 hi havia 179 habitatges, 143 eren l'habitatge principal de la família, 27 eren segones residències i 9 estaven desocupats. Tots els 177 habitatges eren cases. Dels 143 habitatges principals, 97 estaven ocupats pels seus propietaris, 44 estaven llogats i ocupats pels llogaters i 2 estaven cedits a títol gratuït; 1 tenia una cambra, 7 en tenien dues, 21 en tenien tres, 40 en tenien quatre i 74 en tenien cinc o més. 113 habitatges disposaven pel capbaix d'una plaça de pàrquing. A 55 habitatges hi havia un automòbil i a 78 n'hi havia dos o més.

### Piràmide de població
La piràmide de població per edats i sexe el 2009 era:
| Homes | Edats   | Dones |
| ----- | ------- | ----- |
| 0     | 95 o +  | 0     |
| 0     | 90 a 94 | 0     |
| 0     | 85 a 89 | 0     |
| 4     | 80 a 84 | 4     |
| 4     | 75 a 79 | 0     |
| 4     | 70 a 74 | 8     |
| 32    | 65 a 69 | 12    |
| 4     | 60 a 64 | 12    |
| 0     | 55 a 59 | 8     |
| 0     | 50 a 54 | 0     |
| 8     | 45 a 49 | 4     |
| 4     | 40 a 44 | 8     |
| 20    | 35 a 39 | 8     |
| 24    | 30 a 34 | 24    |
| 8     | 25 a 29 | 16    |
| 4     | 20 a 24 | 8     |
| 4     | 15 a 19 | 0     |
| 12    | 10 a 14 | 20    |
| 32    | 5 a 9   | 12    |
| 16    | 0 a 4   | 16    |

## Economia
El 2007 la població en edat de treballar era de 219 persones, 178 eren actives i 41 eren inactives. De les 178 persones actives 165 estaven ocupades (96 homes i 69 dones) i 13 estaven aturades (3 homes i 10 dones). De les 41 persones inactives 15 estaven jubilades, 17 estaven estudiant i 9 estaven classificades com a «altres inactius».

### Ingressos
El 2009 a La Trinité hi havia 137 unitats fiscals que integraven 357 persones, la mediana anual d'ingressos fiscals per persona era de 14.530 €.

### Activitats econòmiques
Dels 9 establiments que hi havia el 2007, 3 eren d'empreses de fabricació d'altres productes industrials, 2 d'empreses de construcció, 2 d'empreses de comerç i reparació d'automòbils, 1 d'una empresa immobiliària i 1 d'una empresa de serveis.
Dels 2 establiments de servei als particulars que hi havia el 2009, 1 era un taller de reparació d'automòbils i de material agrícola i 1 fusteria.
L'any 2000 a La Trinité hi havia 39 explotacions agrícoles que ocupaven un total de 528 hectàrees.

## Poblacions més properes
El següent diagrama mostra les poblacions més properes.